# Communauté rurale de Nabadji Civol
La commune Nabadji Civol est une commune du Sénégal située à l'est du pays. 
Elle fait partie de l'arrondissement de Ogo, du département de Matam et de la région de Matam.